# Chrysocolaptes guttacristatus
A Chrysocolaptes guttacristatus a madarak (Aves) osztályának harkályalakúak (Piciformes) rendjébe, ezen belül a harkályfélék (Picidae) családjába tartozó faj.

## Előfordulása
A Chrysocolaptes guttacristatus előfordulási területe India, keletre Kína déli része, a Maláj-félsziget, Szumátra, Északkelet-Borneó és Jáva nyugati és középső részei.

## Alfajai
- Chrysocolaptes guttacristatus andrewsi Amadon, 1943
- Chrysocolaptes guttacristatus guttacristatus (Tickell, 1833)
- Chrysocolaptes guttacristatus indomalayicus Hesse, 1911
- Chrysocolaptes guttacristatus socialis Koelz, 1939
- Chrysocolaptes guttacristatus sultaneus (Hodgson, 1837)

## Megjelenése
Nagyméretű harkályféle; a testhossza elérheti a 33 centimétert is. Tipikus harkályszerű testfelépítése van, hosszú nyakkal és felemelkedő tolltaréjjal. A háti része és a szárnyai mintázatlan aranysárgák vagy sötétbarnák. A faroktövi része vörös, míg farktollai feketék. A begyi és hasi részei fehéresek fekete vagy világosbarna csíkokkal, vagy akár sávokkal. A pofája is fehéres, azonban a szemei alatt és mögött – a térségtől függően – fekete, barna, vörös vagy sárga mintázat látható. A szivárványhártyája a fehérestől a sárgáig változik. A csőre hosszabb, mint a feje; egyenes és hegyes végű. Az ólomszürke lábai, négy ujjban végződnek; ezek közül kettő előre-, míg kettő hátramutat. A felnőtt hím tolltaréja mindenütt vörös színű, míg a tojóé térségtől változóan fehér fekete pontokkal, sárga vagy barna világos foltozással. A fiatal példány a tojóra hasonlít, azonban a színei elmosódottabbak és a szivárványhártyája barna.
Méretével és színezetével konvergens evolúciót mutat, több másik harkállyal, úgy a közelebbi rokon ázsiai fajokkal, mint néhány távolabbi rokon amerikai harkállyal. Talán emiatt sokáig azonosnak vélték a nagy aranyoshátú harkállyal (Chrysocolaptes lucidus) (Scopoli, 1786).

## Életmódja
Sokféle nyíltabb erdőben fellelhető; a Himalája lábainál fekvő dombságoktól egészen a tenger melletti mangroveerdőkig. Rovarokkal és egyéb gerinctelenekkel táplálkozik, de nektárt is fogyaszt.

## Szaporodása
Fészekalja 3-4 tojásból áll. A fészkét faodvakba rakja.

### Fordítás
- Ez a szócikk részben vagy egészben  a   Greater flameback című angol Wikipédia-szócikk ezen változatának fordításán alapul.  Az eredeti cikk szerkesztőit annak laptörténete sorolja fel. Ez a jelzés csupán a megfogalmazás eredetét és a szerzői jogokat jelzi, nem szolgál a cikkben szereplő információk forrásmegjelöléseként.